# Illawarra Hawks
Illawarra Hawks son un equipo de baloncesto australiano con sede en la ciudad de Wollongong, en el norte de la región de Nueva Gales del Sur, que compite en la NBL, la principal categoría del baloncesto oceánico. Disputa sus partidos en el WIN Entertainment Centre, con capacidad para 5800 espectadores.

## Historia
Los Hawks debutaron en la Liga Australiana en 1979, y son el único equipo actual que ha jugado todas las temporadas de la liga sin haber sido recolocado en otra ciudad. Su nombre original era el de Illawarra Hawks, haciendo referencia a la región a la que pertenecen, cambiando a su denominación actual en 1998.
Su mayor éxito lo logró en 2001, cuando consiguió ganar el campeonato de liga, ganando por 2-1 a los Townsville Crocodiles, llegando también en 2005 a la final, donde fueron derrotados por los Sydney Kings.
En 2025 consiguieron su segundo título nacional al derrotar a los Melbourne United por 3-2 en la serie final.

## Palmarés
- NBL
  - 2x Campeón 2001, 2025
  - Finalista 2005

## Jugadores

### Números retirados
| N. | Nac.                      | Jugador        | Posición | Periodo              |
| -- | ------------------------- | -------------- | -------- | -------------------- |
| 4  | Bandera de Estados Unidos | Chuck Harmison | A/P      | 1988–1996            |
| 5  | Bandera de Australia      | Gordie McLeod  | B        | 1979–1982, 1984–1988 |
| 12 | Bandera de Australia      | Glen Saville   | A        | 1995–2007, 2008–2013 |
| 32 | Bandera de Australia      | Mat Campbell   | A        | 1996–2012            |
| 33 | Bandera de Estados Unidos | Melvin Thomas  | A        | 1992–1995, 1999–2003 |

Fuente: Retired Numbers

### Jugadores destacados
- David Andersen
- LaMelo Ball
- Adam Ballinger
- Todd Blanchfield
- Josh Boone
- Ray Borner
- Aaron Brooks
- C. J. Bruton
- Mat Campbell
- Adam Caporn
- Gary Clark
- Rotnei Clarke
- Tim Coenraad
- Demitrius Conger
- Mark Dalton
- Larry Davidson
- Darius Days
- Adris De León
- Tyson Demos
- Cody Ellis
- Gary Ervin
- Oscar Forman
- Casey Frank
- Sam Froling
- Cortez Groves
- Tyler Harvey
- Darington Hobson
- Cedric Jackson
- Daniel Jackson
- Mike Jones
- Nick Kay
- / Trey Kell
- Jeremy Kench
- George King
- Lee Hyun-jung
- Kevin Lisch
- / Damon Lowery
- Rhys Martin
- Mangok Mathiang
- Tywain McKee
- Gordon McLeod
- / Darnell Mee
- Todd Mundt
- Luke Nevill
- Mitch Norton
- Andrew Ogilvy
- Doug Overton
- Kirk Penney
- Anthony Petrie
- Duop Reath
- Cameron Rigby
- Glen Saville
- Matt Shanahan
- Justin Simon
- Jim Slacke
- Lindsay Tait
- Charles Thomas
- Kevin Tiggs
- Cameron Tragardh
- Jarrad Weeks
- Kevin White